# Ortaloptera cleitamina
Ortaloptera cleitamina är en tvåvingeart som beskrevs av Edwards 1915. Ortaloptera cleitamina ingår i släktet Ortaloptera och familjen borrflugor. Inga underarter finns listade i Catalogue of Life.